# Prayer (平原綾香のアルバム)
『Prayer』（プレイヤー）は、平原綾香の8枚目のオリジナル・アルバム。EMI Recordsから2015年5月13日に発売された。

## 解説
本作のテーマは「祈り」と「愛」。全曲が平原自身のセルフ・プロデュースである。外国の作家を多く迎え、平原にとって「一番落ち着く音楽のかたち」となったという。

## 収録曲
1. I’m Coming Home
作詞：平原綾香 / 作曲：Sonja Biskop・Jeff Franzel・Christian Knollmueller・Nani / 編曲：Christian Knollmueller
2. Don’t give it up
作詞：平原綾香 / 作曲：平原綾香・坂本昌之 / 編曲：坂本昌之
テレビ東京系列報道番組『ワールドビジネスサテライト』エンディング・テーマ
3. Let it flow 〜愛のかたち
作詞：平原綾香 / 作曲：Will Hatton・Abi F Jones・Thomas Reil・Jeppe Reil
4. ALL OR NOTHING
作詞：平原綾香 / 作曲：Fridolin Tai Nordso Schjoldan・Anders Rhedin・Dimitri Ehrlich・Pia Toscano
5. ソメイヨシノ
作詞・作曲：堂野晶敬 / 編曲：有木竜郎
6. 風歌
作詞・作曲・編曲：春日章宏
7. Prayer
作詞・作曲：Nicolas Farmakalidis・aika・Krysta Youngs / 編曲：Nicolas Farmakalidis
WOWOW連続ドラマ『スケープゴート』主題歌
8. Sweet Sacrifice
作詞：平原綾香 / 作曲：Harry Sommerdahl・Hanne Sorvaag
9. Melody
作詞・作曲：堂野晶敬 / 編曲：有木竜郎
10. 恋をすれば
作詞・作曲：平義隆 / 編曲：内田敏夫
11. HEROES
作詞：平原綾香 / 作曲：Harry Sommerdahl・Victoria Horn・Ki Fitzgerald / 編曲：Eirik Berge
12. Great Harmony
作詞：吉元由美 / 作曲・編曲：宮川彬良
配信限定シングルのリアレンジ
『宇宙戦艦ヤマト2199 星巡る方舟』エンディング・テーマ